# Хаен (провинция)
Провинция Хаен (на испански: Provincia de Jaén) е една от осемте провинции от автономната област Андалусия в южна Испания. Граничи с провинциите Кордоба на запад, Сиудад Реал на север, Албасете на изток и Гранада на юг. Административен център е град Хаен.
Населението на провинцията е 666 190. Освен столицата Хаен (116 393 ж.), другите по-големи градове са: Линарес (61 262), Андухар (38 769), Убеда (34 347), Мартос (24 141), Алкала ла Реал (22 324).
Провинцията е най-големият производител на зехтин в света и е на първо място по добив на маслини в Испания. Освен хранително-вкусовата промишленост, важни отрасли са автомобилостроене в Линарес (Сантана), вагоностроене в Линарес, производство на оборудване за автомобилната промишленост в Мартос, електроника в Хаен, химическа в Хаен и Мартос.